# 斡罗纳儿
斡罗纳儿（秘史记音：斡舌罗纳儿），又译斡剌纳儿、斡耳那、斡罗那、斡鲁纳台、斡罗纳兀惕等，为蒙古尼伦诸部之一。该部是海都幼子抄真斡儿帖该之子斡罗纳儿的后裔。出身该部的包括蒙古开国功臣巴歹、启昔礼，以及官至中书右丞相的启昔礼曾孙哈剌哈孙等。